# Joel Robinson
Joel Robinson is een personage uit de televisieserie Mystery Science Theater 3000 (MST3K). Hij werd gespeeld door Joel Hodgson, de bedenker van de serie.

## Achtergrond
Joel was oorspronkelijk een conciërge voor Gizmonic Institute. Hij werd echter door zijn baas, Dr. Clayton Forrester en diens medewerker Dr. Laurence Erhardt de ruimte ingeschoten naar de Satellite of Love. Dit als experiment om te zien of het kijken van een zeer slechte film een menselijk brein kapot kan maken.
Joel is de maker van enkele robots waaronder Tom Servo, Crow, Gypsy en Cambot. Hij maakte hen om hem gezelschap te houden en door de slechte films heen te helpen. Bij het maken van de robots heeft hij echter onderdelen gebruikt die hem anders in staat zouden hebben gesteld zelf te bepalen wanneer de films beginnen en eindigen. Derhalve heeft Joel hier niet langer controle over.
Hoewel hij aan veel vreselijke films werd blootgesteld, leek Joel hier nooit echt onder te lijden. Hij had geen enkele wroeging of haat tegen zijn baas en maakte altijd maar het beste van zijn situatie. In zijn tijd in de satelliet ging hij elke aflevering een wedstrijd aan met Dr. Forrester. Hierin presenteerden de twee elkaar hun laatste bizarre uitvinding om te kijken wie de beste uitvinder was.
Zoals de titelsong vermeldt, draagt Joel meestal een rode overall, maar andere kleuren kwamen ook weleens voor.
Joel was de eerste vijf seizoenen de vaste presentator van het programma. In aflevering #512, na het zien van de film Mitchell, ondernam Joel met behulp van Gypsy een ontsnappingspoging. Hij ontdekte een tot dusver onbekende ontsnappingscapsule, waarmee hij eindelijk uit de satelliet kon ontsnappen. In de aflevering erop werd hij vervangen door Mike Nelson.
Joel keerde nog eenmaal terug in de serie, in aflevering 1001. Hierin bleek hij de ontsnappingscapsule te hebben omgebouwd tot ruimteschip, waarmee hij naar de satelliet kwam om Mike een peptalk te geven en de satelliet, die na 10 jaar dienst in verval begon te raken, een grote opknapbeurt te geven. Hij onthulde dat hij na zijn ontsnapping de Australische outback had doorgereisd en als pyrotechnicus had gewerkt voor de band Man or Astro-Man?. Tegenwoordig runde hij een Hot Fish winkel. Tevens beweerde hij dat zijn jaren in de Satellite of Love de beste van zijn leven waren geweest en dat al zijn beproevingen daar hem tot een man hadden gemaakt.

## Naam
In de eerste afleveringen van de serie gebruikte Hodgson gewoon zijn echte voornaam terwijl hij de show presenteerde. Toen de show werd verplaatst naar Comedy Channel begon Joel opeens een achternaam te gebruiken. Zijn achternaam is afgeleid van de protagonist uit Lost in Space.